# آيت عيسى آيت يحيى (آيت يحيى 2)
آيت عيسى آيت يحيى هو دُوَّار يقع بجماعة آيت سدرات السهل الغربية، إقليم تنغير، جهة درعة تافيلالت في المملكة المغربية. ينتمي الدوّار لمشيخة آيت يحيى 2 التي تضم 16 دوار. يقدر عدد سكانه بـ 258 نسمة حسب الإحصاء الرسمي للسكان والسكنى لسنة 2004.

## وصلات خارجية
- البوابة الوطنية للجماعات الترابية
- المندوبية السامية للتخطيط